# Tulsidas

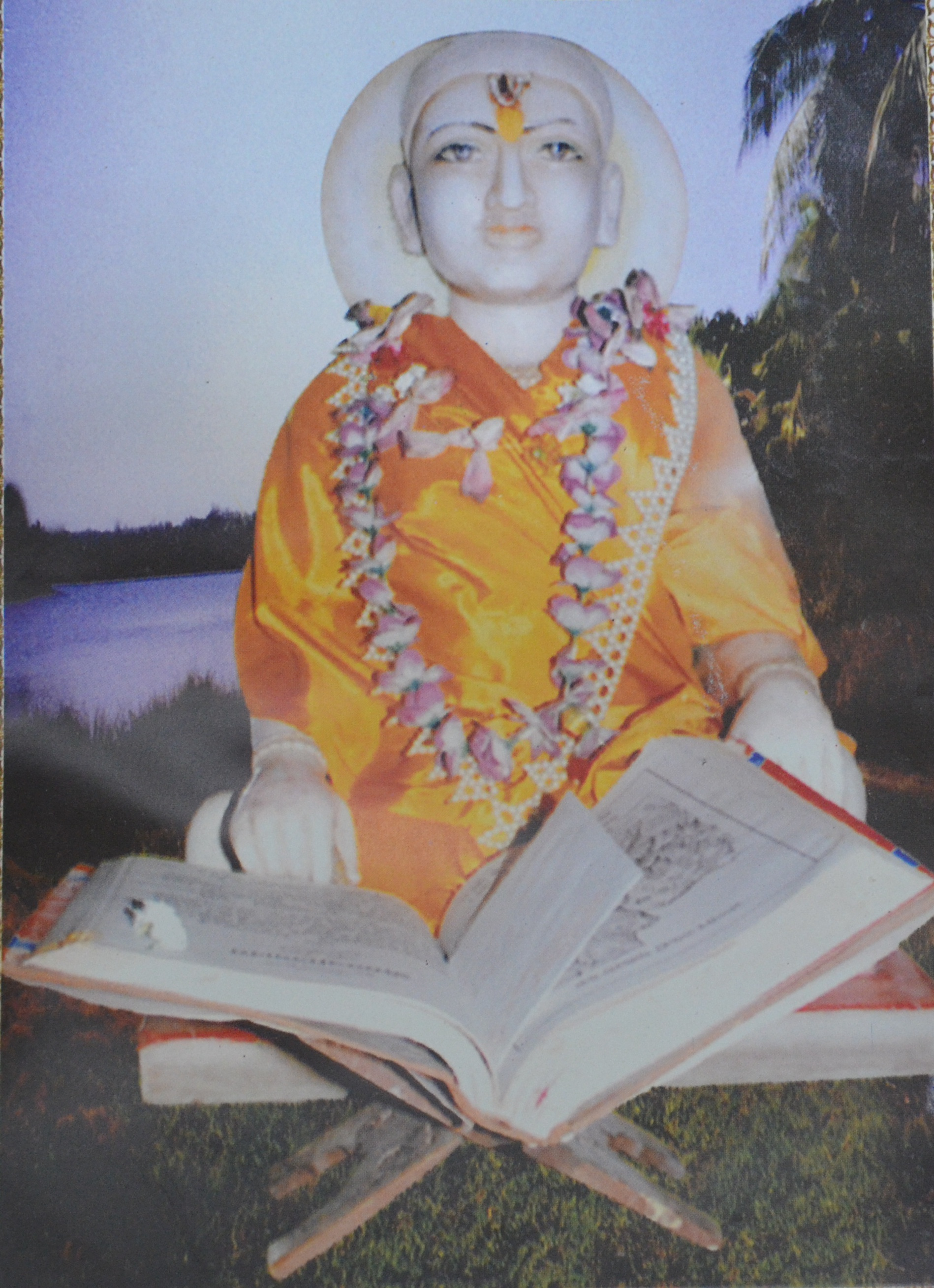
Cultbeeld van Tulsidas in een tempel in Chitrakuta, Satna

Gosvami Tulsidas (Hindi: गोस्वामी तुलसीदास; Rajapur, 1532(?) - Varanasi, 1623) was een hindoeïstisch dichter, mysticus en filosoof uit de Bhaktistroming. Hij was een aanhanger van de god Rama en populariseerde verhalen over deze god met zijn poëzie in het Hindi. Zijn belangrijkste werk was de Ramcharitmanas, een hervertelling van het Sanskriet-epos de Ramayana. Hij werd daarom gezegd een reïncarnatie van Valmiki te zijn, de mythische belangrijkste schrijver van de Ramayana.

## Levensloop
Hoewel er een groot aantal legenden zijn rond het leven van Tulsidas, is zeer weinig met zekerheid vast te stellen. Er zou een vloek over het leven van Tulsidas hebben gelegen. Zijn moeder zou direct na zijn geboorte zijn gestorven vanwege een slecht gesternte. Zijn vader zou een pandit geweest zijn die hem direct verstootte na het overlijden van zijn vrouw. In de familie die hem daarna opnam stierf de stiefmoeder ook, waarop men de zevenjarige Tulsidas opnieuw verstootte.
Vanwege zijn verering van Rama werd hij al in zijn jeugd "Rambola" (hij die Rama noemt) en "Tulsidas" (slaaf van de "tulsi", de basilicumstruik, die door hindoes als manifestatie van Vishnu en Lakshmi gezien wordt) genoemd. Tulsidas was enige tijd gehuwd en hield veel van zijn vrouw Ratna. Hij had ook een zoon, Tarak, maar zijn vrouw raadde hem desondanks aan zijn religieuze bestemming te volgen en haar te verlaten. Daarop werd hij asceet, overigens zonder te scheiden van zijn vrouw. Hij reisde te voet veertien jaar als sadhu door India, waarbij hij overal zijn aanbidding voor Rama predikte. Naast zijn religieuze verering was hij ook een tegenstander van het kastensysteem en voorstander van tolerantie en dialoog met andere religies, zoals met moslims. 
Als reizende wijze werd hij voldoende gerespecteerd om tussen de Rajputs van Mewar en Gwalior en de Mogols te bemiddelen, waarbij hij een vredesverdrag bewerkstelligde. Tulsidas was een van de religieuze denkers die door keizer Akbar werd geconsulteerd in diens pogingen de verschillende godsdiensten in zijn rijk te verenigen.
Tulsidas stierf in de heilige stad Varanasi, aan de Asi Ghat. Op die plek worden nog steeds enkele persoonlijke bezittingen van hem bewaard als relieken.

## Werk en betekenis
Op enig moment zou Rama in een droom tot Tulsidas zijn gekomen om hem de opdracht te geven de Ramayana in de taal van het volk om te zetten. De ascetische schrijver zou ook visioenen gehad hebben van andere karakters uit het epos, zoals Rama's broer Lakshman en de apengod Hanuman. 
Het resultaat was de Ramcharitmanas, dat geldt als een van de belangrijkste werken uit de Vroegmoderne Hindi-literatuur. Het werk had grote culturele en religieuze invloed in het noorden van India. De Ramcharitmanas is overigens geen vertaling maar eerder een herinterpretatie van de Ramayana. Veel sterker dan de Ramayana legde Tulsidas de nadruk op de verering en liefde voor Rama, die volgens hem de weg vrijmaakt voor geestelijke verlichting. Tulsidas legt sterk de nadruk op het monistische Advaitaprincipe en werd beïnvloed door de Bhagavatapurana, het hoofdwerk van de Krishna-cultus. Hij verenigde het Advaitaprincipe meer met het polytheïsme van het hindoeïsme dan tot dan toe het geval was geweest. In het prediken van de verlossing door middel van persoonlijke liefde voor god volgde Tulsidas de eerdere bhakti-filosofen Ramanuja, Madhva, Vallabha en Chaitanya. Hij ging in tegenstelling tot deze religieuze hervormers echter niet zover een eigen sekte of ashram te stichten.
Dankzij Tulsidas' werk werd het verhaal van Rama, dat tot dan alleen in het Sanskriet werd overgeleverd door de brahmanen, toegankelijk voor het gewone volk. De groei in de verering van Rama die dit teweegbracht was zo groot, dat het de verering van Krishna (een andere reïncarnatie van Vishnu) enigszins verdrukte, wat tot spanningen met Krishna-aanhangers leidde.
Er worden met zekerheid nog minstens twaalf andere werken aan Tulsidas toegeschreven, waaronder hymnen aan Krishna, andere vertellingen uit het leven van Rama en algemene religieuze gezangen. Tulsidas' originele handschriften zijn niet bewaard gebleven: het oudst bekende manuscript stamt uit 1647 en is opgesteld in het Avadhi, het dialect van Ayodhya, waar Tulsidas enige tijd verbleef op zijn omzwervingen door India.